# Ordubad Çayı
Ordubad Çayı är ett vattendrag i Azerbajdzjan.   Det ligger i distriktet Nachitjevan, i den sydvästra delen av landet, 400 km sydväst om huvudstaden Baku.
Trakten runt Ordubad Çayı består i huvudsak av gräsmarker. Runt Ordubad Çayı är det ganska glesbefolkat, med 27 invånare per kvadratkilometer.